# Liste schwedischer Metalbands
Die Liste schwedischer Metalbands zählt namhafte schwedische Musikgruppen aus dem Genre Metal auf. Hard-Rock-Bands werden nur in die Liste aufgenommen, insofern sie auch Metal spielen. Die Klassifizierung als Supergroup rechtfertigt ebenfalls eine Aufnahme in die Liste.
Zur Ergänzung dient die Liste schwedischer Metalmusiker. Aufnahmekriterien für die Liste sind:
- Wikipediarelevanz
- belegte internationale Präsenz
- der Charakter einer Supergroup von Mitgliedern anderer Metalbands

Die Erfüllung eines der Kriterien ist ausreichend.

## #
| Name           | Gründung | Auflösung | Herkunft | Genre(s)     | Anmerkungen         |
| -------------- | -------- | --------- | -------- | ------------ | ------------------- |
| 2 Ton Predator | 1993     |           | Örebro   | Groove Metal | gegründet als Wedge |

## A
| Name                | Gründung   | Auflösung | Herkunft                         | Genre(s)                                           | Anmerkungen                 |
| ------------------- | ---------- | --------- | -------------------------------- | -------------------------------------------------- | --------------------------- |
| Ablaze My Sorrow    | 1993       | 2006      | Schweden                         | Melodic Death Metal                                |                             |
| Abruptum            | 1989       |           | Schweden                         | Black Metal, Death Industrial                      |                             |
| The Abyss           | 1994       | 1998      | Schweden                         | Black Metal                                        | Seitenprojekt von Hypocrisy |
| Admonish            | 1994       |           | Stockholm                        | Unblack Metal                                      |                             |
| Aeon                | 1999       |           | Schweden                         | Death Metal                                        |                             |
| Agony               | 1984       | 1988      | Solna                            | Thrash Metal                                       | gegründet als Agoni         |
| Aim for the Sunrise | 2009       | 2013      | Munkfors                         | Metalcore                                          |                             |
| All Ends            | 2003       |           | Göteborg                         | Alternative Metal                                  |                             |
| Amaran              | 2000       | 2005      | Stockholm                        | Power Metal, Melodic Death Metal                   |                             |
| Amaranthe           | 2008       |           | Göteborg, Dänemark               | Power Metal, Melodic Death Metal                   | gegründet als Avalanche     |
| Ambush (Band)       | 2013       |           | Växjö                            | Heavy Metal                                        |                             |
| Amon Amarth         | 1992       |           | Stockholm                        | Melodic Death Metal                                |                             |
| Andromeda           | 1999       |           | Schweden                         | Progressive Metal                                  |                             |
| Anata               | 1993       |           | Varberg                          | Technical Death Metal                              |                             |
| Angtoria            | 2002       |           | Schweden, Vereinigtes Königreich | Symphonic Metal                                    |                             |
| Antichrist          | 2005       |           | Växjö                            | Thrash Metal                                       |                             |
| Arckanum            | 1992       |           | Mora                             | Black Metal                                        |                             |
| Arch Enemy          | 1996       |           | Halmstad                         | Melodic Death Metal                                |                             |
| Arise (Band)        | 1996       |           | Alingsås                         | Death Metal, Thrash Metal                          |                             |
| As You Drown        | 2001       |           | Borås                            | Deathcore                                          |                             |
| Assailant           | 2001       |           | Schweden                         | Power Metal                                        | gegründet als Sacra Via     |
| Astral Doors        | 2003       |           | Borlänge                         | Hard Rock, Heavy Metal                             |                             |
| At the Gates        | 1990, 2007 | 1996      | Schweden                         | Death Metal, Melodic Death Metal                   |                             |
| Audiovision         | 2003       |           | Schweden                         | Heavy Metal, Power Metal                           |                             |
| Autopsy Torment     | 1989, 1999 | 1994      | Halmstad                         | Grindcore, Death Metal                             |                             |
| Avatar              | 2001       |           | Göteborg                         | Industrial Metal, Melodic Death Metal, Heavy Metal |                             |
| Avatarium           | 2012       |           | Stockholm                        | Doom Metal, Rock                                   |                             |
| Aviana              | 2016       |           | Göteborg                         | Metalcore                                          |                             |
| Axenstar            | 1998       |           | Västerås                         | Power Metal                                        |                             |

## B
| Name                    | Gründung | Auflösung | Herkunft     | Genre(s)                     | Anmerkungen                  |
| ----------------------- | -------- | --------- | ------------ | ---------------------------- | ---------------------------- |
| Bathory                 | 1983     | 2004      | Schweden     | Black Metal, Viking Metal    |                              |
| Below                   | 2011     |           | Nyköping     | Epic Doom                    |                              |
| Beneath the Frozen Soil | 2004     |           | Kalmar       | Death Doom                   |                              |
| Bestial Mockery         | 1995     |           | Schweden     | Black Metal                  |                              |
| Bewitched               | 1995     |           | Umeå         | Black Metal, Thrash Metal    |                              |
| Black Ingvars           | 1995     |           | Schweden     | Fun Metal                    |                              |
| Blackshine              | 1988     |           | Stockholm    | Death ’n’ Roll, Thrash Metal | gegründet als Hetsheads      |
| Blinded Colony          | 2000     |           | Karlshamn    | Melodic Death Metal          |                              |
| Blodsrit                | 1998     |           | Schweden     | Black Metal                  | gegründet als Skuggrike      |
| Bloodbath               | 1998     |           | Stockholm    | Death Metal                  |                              |
| Bloodline               | 1998/9   |           | Schweden     | Black Metal, Dark Ambient    |                              |
| Bombs of Hades          | 2002     |           | Västerås     | Death Metal, Crust Punk      |                              |
| Bombus                  | 2008     |           | Göteborg     | Heavy Metal, Hard Rock       | gegründet als Concrete Stuff |
| B-Thong                 | 1990     | 1998      | Göteborg     | Groove Metal, Hardcore Punk  |                              |
| Bullet                  | 2001     |           | Schweden     | Heavy Metal                  |                              |
| Burst                   | 1993     | 2009      | Kristinehamn | Progressive Metal            | gegründet als Dislars        |
| By Night                | 1999     |           | Falkenberg   | Metalcore                    |                              |

## C
| Name              | Gründung         | Auflösung  | Herkunft           | Genre(s)                          | Anmerkungen                           |
| ----------------- | ---------------- | ---------- | ------------------ | --------------------------------- | ------------------------------------- |
| Candlemass        | 1980, 1997, 2004 | 1994, 2002 | Schweden           | Epic Doom                         |                                       |
| Carbonized        | 1988             | 1996       | Saltsjöbaden       | Metal                             | Supergroup                            |
| Carnage           | 1988             | 1990       | Stockholm          | Death Metal                       | anfangs Grindcore                     |
| Carnal Forge      | 1997             |            | Västerås           | Melodic Death Metal, Thrash Metal |                                       |
| Cemetary          | 1989, 2000       | 1997, 2005 | Schweden           | Gothic Metal                      |                                       |
| Centinex          | 1990, 2014       | 2006       | Avesta             | Death Metal                       |                                       |
| Ceremonial Oath   | 1990             | 1995       | Schweden           | Death Metal                       | gegründet als Desecrator              |
| Cipher System     | 1996             |            | Schweden           | Melodic Death Metal               |                                       |
| Civil War         | 2012             |            | Falun              | Power Metal, Heavy Metal          | Projekt ehemaliger Sabaton-Mitglieder |
| Clawfinger        | 1991             | 2013       | Schweden, Norwegen | Crossover, Rap Metal              |                                       |
| Cloudscape        | 2001             |            | Helsingborg        | Progressive Metal                 |                                       |
| Coldworker        | 2006             | 2013       | Örebro             | Deathgrind                        |                                       |
| Comecon           | 1990             | 1995       | Stockholm          | Death Metal                       |                                       |
| Construcdead      | 1999             |            | Stockholm          | Melodic Death Metal, Thrash Metal |                                       |
| Count Raven       | 1989, 2004       | 1998       | Schweden           | Doom Metal                        | gegründet als Stormwarning            |
| Craft             | 1994             |            | Schweden           | Black Metal                       | gegründet als Nocta                   |
| Cranium           | 1985, 1996       | ca. 1986   | Stockholm          | Speed Metal, Thrash Metal         |                                       |
| Crash the System  | 2008             |            | Stockholm          | Hard Rock                         |                                       |
| Crashdïet         | 2000, 2007       | 2006       | Stockholm          | Glam Metal, Sleaze Rock           |                                       |
| Crazy Lixx        | 2002             |            | Malmö              | Sleaze Metal                      |                                       |
| Crimson Moonlight | 1997             |            | Jönköping          | Unblack Metal                     |                                       |
| The Crown         | 1998, 2009       | 2004       | Trollhättan        | Thrash Metal, Death Metal         | 1990 als Crown of Thorns gegründet    |
| Crucified Barbara | 1998             |            | Stockholm          | Hard Rock                         |                                       |
| Crucifyre         | 2006             |            | Stockholm          | Death Metal                       |                                       |
| Crystal Eyes      | 1992             |            | Schweden           | Power Metal                       |                                       |
| Cult of Luna      | 1998             |            | Umeå               | Post-Metal                        |                                       |
| Cut Up            | 2014             |            | Karlstad           | Death Metal                       |                                       |
| CyHra             | 2016             |            | Göteborg           | Groove Metal, Power Metal         |                                       |

## D
| Name                   | Gründung   | Auflösung | Herkunft                  | Genre(s)                                      | Anmerkungen                                |
| ---------------------- | ---------- | --------- | ------------------------- | --------------------------------------------- | ------------------------------------------ |
| Daemonicus             | 2006       |           | Umeå                      | Death Metal                                   |                                            |
| Dark Funeral           | 1993       |           | Schweden                  | Black Metal                                   |                                            |
| Dark Tranquillity      | 1989       |           | Schweden                  | Melodic Death Metal                           | gegründet als Septic Broiler               |
| Darkane                | 1998       |           | Schweden                  | Thrash Metal, Melodic Death Metal             |                                            |
| Darkwater              | 2003       |           | Schweden                  | Progressive Metal, Power Metal                |                                            |
| Dautha                 | 2014       |           | Norrköping                | Epic Doom                                     |                                            |
| Dead by April          | 2007       |           | Göteborg                  | Post-Hardcore, Metalcore, Alternative Metal   |                                            |
| Dead Lord              | 2012       |           | Stockholm                 | Classic Rock, Hard Rock                       |                                            |
| Death Breath           | 2005       |           | Schweden                  | Death Metal                                   |                                            |
| Deathstars             | 2001       |           | Schweden                  | Alternative Metal                             |                                            |
| Deathwitch             | 1995       | 2005      | Göteborg                  | Thrash Metal, Death Metal, Black Metal        |                                            |
| Decadence              | 2003       |           | Stockholm                 | Thrash Metal, Melodic Death Metal             | gegründet als Metal Strike                 |
| Defleshed              | 1991       | 2005      | Uppsala                   | Thrash Metal, Death Metal                     |                                            |
| Degial                 | 2006       |           | Uppsala                   | Death Metal                                   |                                            |
| Degradead              | 2000       |           | Schweden                  | Melodic Death Metal, Thrash Metal, Metalcore  | gegründet als Septima                      |
| Demonical              | 2006       |           | Schweden                  | Death Metal                                   |                                            |
| Deranged               | 1991, 2009 | 2008      | Schweden                  | Death Metal, Deathgrind                       |                                            |
| Desultory              | 1989       |           | Schweden                  | Death Metal                                   |                                            |
| Devian                 | 2006       | 2011      | Schweden                  | Thrash Metal, Black Metal, Death Metal        | gegründet als Elizium                      |
| Diablo Swing Orchestra | 2003       |           | Schweden                  | Metal, Jazz                                   |                                            |
| Diabolical             | 1996       |           | Sundsvall                 | Death Metal, Thrash Metal                     | gegründet als Misanthropic Orchestra       |
| Dimension Zero         | 1995       |           | Schweden                  | Melodic Death Metal                           |                                            |
| Dionysus               | 1999       |           | Deutschland, Skandinavien | Melodic Power Metal                           |                                            |
| Dismember              | 1988       | 2011      | Stockholm                 | Death Metal                                   |                                            |
| Dissection             | 1989       | 2006      | Strömstad                 | Death Metal, Black Metal, Melodic Death Metal |                                            |
| Dominion               | 2004       |           | Gävle                     | Technical Death Metal                         |                                            |
| Doom:VS                | 2004       |           | Schweden                  | Funeral Doom                                  |                                            |
| Dr. Living Dead!       | 2007       |           | Stockholm                 | Thrash Metal                                  |                                            |
| Draconian              | 1994       |           | Säffle                    | Gothic Metal, Doom Metal                      |                                            |
| Dragonland             | 1999       |           | Göteborg                  | Power Metal                                   |                                            |
| Draugûl                | 2009       | 2021      |                           | Viking Metal                                  | ursprünglich aus Malta stammend            |
| Dream Evil             | 1999       |           | Schweden                  | Heavy Metal, Power Metal                      |                                            |
| The Durango Riot       | 2005       |           | Karlskoga                 | Hard Rock, Psychedelic, Rock                  |                                            |
| The Duskfall           | 1999, 2014 | 2008      | Luleå                     | Melodic Death Metal                           |                                            |
| Dynazty                | 2007       |           | Stockholm                 | Power Metal                                   | Zweitband des Amaranthe-Sängers Nils Molin |

## E
| Name           | Gründung   | Auflösung | Herkunft   | Genre(s)                               | Anmerkungen |
| -------------- | ---------- | --------- | ---------- | -------------------------------------- | ----------- |
| Easy Action    | 1981, 2006 | 1986      | Stockholm  | Hard Rock, Glam Metal                  |             |
| Ebony Tears    | 1996       | 2001      | Schweden   | Death Metal                            |             |
| Edge of Sanity | 1989       | 2003      | Schweden   | Melodic Death Metal, Progressive Metal |             |
| Eleine         | 2014       |           | Landskrona | Symphonic Metal                        |             |
| Embrace Elijah | 2009       | 2012      | Örebro     | Metalcore, Post-Hardcore               |             |
| Enforcer       | 2004       |           | Arvika     | Heavy Metal, Speed Metal               |             |
| Engel          | 2004       |           | Göteborg   | Melodic Death Metal                    |             |
| Entombed       | 1989       |           | Stockholm  | Death Metal, Death ’n’ Roll            |             |
| Entrails       | 1990, 2008 | 1998      | Linneryd   | Death Metal                            |             |
| Ereb Altor     | 2003       |           | Gävleborg  | Viking Metal                           |             |
| Eventide       | 1998       |           | Göteborg   | Death Metal, Progressive Metal         |             |
| Evergrey       | 1993       |           | Göteborg   | Progressive Metal                      |             |
| Evocation      | 1991, 2005 | 1993      | Borås      | Death Metal                            |             |
| Exhale         | 2004       |           | Schweden   | Deathgrind                             |             |

### F
| Name              | Gründung   | Auflösung | Herkunft   | Genre(s)                                                | Anmerkungen                 |
| ----------------- | ---------- | --------- | ---------- | ------------------------------------------------------- | --------------------------- |
| Face Down         | 1993, 2004 | 1999      | Hägersten  | Thrash Metal, Death Metal                               | gegründet als Machine God   |
| Facebreaker       | 1999       |           | Finspång   | Death Metal                                             |                             |
| Falconer          | 1999       |           | Mjölby     | Power Metal, Folk Metal                                 |                             |
| Fallen Angel      | 1986       | 1993      | Örebro     | Thrash Metal, Speed Metal                               | gegründet als Fallen Angels |
| Fatal Smile       | 1995       | 2014      | Schweden   | Sleaze Rock, Hard Rock                                  |                             |
| Fejd              | 2001       |           | Lilla Edet | Folk Metal                                              |                             |
| Filthy Christians | 1985       | ca. 1995  | Falun      | Grindcore                                               |                             |
| Firespawn         | 2012       |           | Stockholm  | Death Metal                                             | gegründet als Fireborn      |
| Fission           | 2002       |           | Schweden   | Thrash Metal, Progressive Metal                         |                             |
| F.K.Ü.            | 1987       |           | Schweden   | Thrash Metal                                            |                             |
| Flegma            | 1987       | 1995      | Malmö      | Thrash Metal, Gothic Metal                              |                             |
| Forest of Shadows | 1997       |           | Halmstad   | Gothic Metal, Death Doom                                |                             |
| The Forsaken      | 1997       |           | Landskrona | Death Metal, Thrash Metal                               | gegründet als Septic Breed  |
| Freak Kitchen     | 1992       |           | Göteborg   | Heavy Metal, Hard Rock, Progressive Metal               |                             |
| Furbowl           | 1991       | 1996      | Vaxjö      | Death Metal, Gothic Metal, Death-Rock, Psychedelic Rock |                             |

## G
| Name                | Gründung   | Auflösung | Herkunft              | Genre(s)                                        | Anmerkungen                 |
| ------------------- | ---------- | --------- | --------------------- | ----------------------------------------------- | --------------------------- |
| Gadget              | 1997, 1999 | 1998      | Gävle                 | Grindcore                                       |                             |
| Gardenian           | 1996, 2013 | 2004      | Göteborg              | Melodic Death Metal                             |                             |
| Gates of Ishtar     | 1992       | 1999      | Luleå                 | Melodic Death Metal                             |                             |
| Gehennah            | 1992, 2011 | 2008      | Forshaga              | Thrash Metal, Rock                              | gegründet als Gehenna       |
| General Surgery     | 1989       |           | Schweden              | Grindcore                                       |                             |
| Ghost               | 2008       |           | Linköping             | Heavy Metal                                     |                             |
| Goatess             | 2009       |           | Stockholm             | Stoner Doom                                     | gegründet als Weekend Beast |
| God Macabre         | 1988       | ca. 1992  | Valberg               | Death Metal                                     |                             |
| Golden Resurrection | 2008       |           | Schweden              | Power Metal                                     |                             |
| Gormathon           | 2009       |           | Bollnäs               | Death Metal                                     |                             |
| Grand Cadaver       | 2020       |           | Göteborg u. Stockholm | Death Metal, Extreme Metal, Melodic Death Metal |                             |
| Grand Magus         | 1996       |           | Stockholm             | Stoner Doom, Heavy Metal                        |                             |
| Grave               | 1986       |           | Schweden              | Death Metal                                     | gegründet als Corpse        |
| The Great Deceiver  | 1998       |           | Göteborg              | Hardcore Punk, Death Metal                      |                             |
| Grimner             | 2008       |           | Motala                | Viking Metal, Folk Metal                        |                             |
| Guillotine          | 1995       |           | Umeå                  | Thrash Metal                                    | gegründet als Holocaust     |

## H
| Name                   | Gründung | Auflösung | Herkunft       | Genre(s)                                                         | Anmerkungen             |
| ---------------------- | -------- | --------- | -------------- | ---------------------------------------------------------------- | ----------------------- |
| The Halo Effect        | 2019     |           | Göteborg       | Melodic Death Metal                                              |                         |
| Hammerfall             | 1993     |           | Göteborg       | Power Metal                                                      |                         |
| The Haunted            | 1996     |           | Göteborg       | Thrash Metal, Melodical Death Metal                              |                         |
| Headplate              | 1993     |           | Göteborg       | Nu Metal                                                         |                         |
| Hearse                 | 2001     |           | Schweden       | Melodic Death Metal, Death ’n’ Roll                              |                         |
| H.E.A.T                | 2007     |           | Upplands Väsby | Hard Rock, Glam Metal                                            |                         |
| Hexenhaus              | 1987     | 1997      | Stockholm      | Thrash Metal                                                     |                         |
| Hollows                | 2009     |           | Linköping      | Metalcore, Deathcore                                             |                         |
| Hulkoff                | 2017     |           | Schweden       | Metal                                                            |                         |
| Humanity’s Last Breath | 2009     |           | Helsingborg    | Progressive Death Metal, Deathcore, Djent, Technical Death Metal |                         |
| Hypnosia               | 1995     | 2002      | Schweden       | Thrash Metal, Death Metal                                        |                         |
| Hypocrisy              | 1991     |           | Stockholm      | Death Metal                                                      | gegründet als Seditious |

## I
| Name        | Gründung | Auflösung | Herkunft             | Genre(s)                   | Anmerkungen           |
| ----------- | -------- | --------- | -------------------- | -------------------------- | --------------------- |
| Immaculate  | 2004     |           | Uppsala              | Thrash Metal               |                       |
| Imminence   | 2012     |           | Trelleborg und Malmö | Metalcore, Post-Hardcore   |                       |
| Impious     | 1994     |           | Schweden             | Thrash Metal, Death Metal  |                       |
| In Battle   | 1996     |           | Sundsvall            | Viking Metal, Death Metal  |                       |
| In Flames   | 1990     |           | Göteborg             | Melodic Death Metal        |                       |
| In Mourning | 2000     |           | Falun                | Progressive Death Metal    |                       |
| In Solitude | 2002     | 2015      | Uppsala              | Heavy Metal                |                       |
| Infernal    | 1996     |           | Stockholm            | Black Metal                |                       |
| Iniquitatem | 2014     |           | Nyköping             | Dark Ambient, Funeral Doom |                       |
| Inrage      | 2000     | 2002      | Uppsala              | Thrash Metal               |                       |
| Insania     | 1992     |           | Stockholm            | Power Metal                |                       |
| Insision    | 1997     |           | Stockholm            | Death Metal                |                       |
| Inverted    | 1991     | 1998      | Göteborg             | Death Metal                |                       |
| Isengard    | 1988     |           | Schweden             | Power Metal                |                       |
| Isole       | 1990     |           | Gävle                | Epic Doom, Doom Metal      | gegründet als Forlorn |
| Istapp      | 2005     |           | Nattraby             | Black Metal                |                       |

## J
| Name      | Gründung | Auflösung | Herkunft | Genre(s)                      | Anmerkungen |
| --------- | -------- | --------- | -------- | ----------------------------- | ----------- |
| Jerusalem | 1975     |           | Göteborg | Hard Rock, Christlicher Metal |             |

## K
| Name           | Gründung | Auflösung | Herkunft    | Genre(s)                                 | Anmerkungen |
| -------------- | -------- | --------- | ----------- | ---------------------------------------- | ----------- |
| Kaamos         | 1998     | 2006      | Stockholm   | Death Metal                              |             |
| Katana         | 2003     |           | Göteborg    | Heavy Metal                              |             |
| Katatonia      | 1991     |           | Schweden    | Death Doom, Dark Metal, Progressive Rock |             |
| Kayser         | 2004     |           | Helsingborg | Thrash Metal                             |             |
| Kazjurol       | 1986     |           | Fagersta    | Thrash Metal, Hardcore Punk, Crossover   |             |
| King of Asgard | 2008     |           | Mjölby      | Viking Metal, Melodic Death Metal        |             |
| Krux           | 2002     |           | Schweden    | Epic Doom                                |             |

## L
| Name            | Gründung               | Auflösung        | Herkunft          | Genre(s)                                   | Anmerkungen                                                 |
| --------------- | ---------------------- | ---------------- | ----------------- | ------------------------------------------ | ----------------------------------------------------------- |
| Lake of Tears   | ca. 1990, 2003         | 2000             | Schweden          | Gothic Metal                               |                                                             |
| The Last Heroes | 2017                   |                  | Schweden          | Metal                                      | Supergroup aus dem Sabaton-Umfeld                           |
| The Legion      | 1996                   |                  | Schweden          | Black Metal, Death Metal                   | gegründet als Tyrant                                        |
| Lifelover       | 2005                   | 2011             | Schweden          | Dark Metal                                 |                                                             |
| Like Torches    | 2005                   |                  | Stockholm         | Metalcore, Pop-Punk                        | gegründet als You Ate My Dog                                |
| Lillasyster     | 2004                   |                  | Göteborg          | Glam Metal, Hard Rock, Punk, Hardcore Punk | gegründet als Rallypack                                     |
| Lindemann       | 2015                   |                  | Stockholm, Berlin | Alternative Metal                          | deutsch-schwedisches Duo Peter Tägtgrens mit Till Lindemann |
| Lobotomy        | 1990                   | 2000             | Stockholm         | Death Metal, Thrash Metal                  |                                                             |
| Loch Vostok     | 2000                   |                  | Uppsala           | Progressive Metal, Power Metal             |                                                             |
| LOK             | 1995                   | 2002             | Partille          | Nu Metal, Hardcore, Rap Metal              |                                                             |
| Lord Belial     | 1992, 2010, 2013, 2020 | 2009, 2011, 2015 | Trollhättan       | Black Metal, Death Metal                   |                                                             |
| Lost Horizon    | 1998                   |                  | Göteborg          | Power Metal                                |                                                             |
| Luciferion      | 1993                   | 2003             | Göteborg          | Death Metal                                |                                                             |
| Lumen Oceani    | 2013                   |                  |                   | Funeral Doom                               |                                                             |
| Lustre          | 2008                   |                  | Schweden          | Black Metal                                |                                                             |

## M
| Name                   | Gründung         | Auflösung  | Herkunft                   | Genre(s)                                                                  | Anmerkungen                                          |
| ---------------------- | ---------------- | ---------- | -------------------------- | ------------------------------------------------------------------------- | ---------------------------------------------------- |
| Machinae Supremacy     | 2000             |            | Luleå                      | Power Metal, Alternative Metal, Chiptune                                  |                                                      |
| Majestic Vanguard      | 2003             |            | Schweden                   | Christlicher Metal                                                        |                                                      |
| Månegarm               | 1995             |            | Norrtälje                  | Viking Metal, Pagan Metal, Folk Metal                                     | gegründet als Antikrist                              |
| Maninnya Blade         | 1980, 1990, 2007 | 1987, 1995 | Boden                      | Speed Metal                                                               | gegründet als Fair Warning                           |
| Mary Beats Jane        | 1991             | 1998       | Schweden                   | Thrash Metal, Crossover                                                   |                                                      |
| Marduk                 | 1990             |            | Norrköping                 | Black Metal                                                               |                                                      |
| Massdistraction        | 2007             |            | Malmö                      | Thrash Metal                                                              | gegründet als Retribution                            |
| Masquerade             | 1988             |            | Borås und Skövde           | Adult Orientated Rock, Hard Rock, Progressive Metal, Power Metal          |                                                      |
| Massive Audio Nerve    | 2005             | 2014       | Göteborg                   | Groove Metal, Alternative Metal, Djent                                    | gegründet als M.A.N.                                 |
| Mayadome               | 1995             | 2001       | Uppsala                    | Progressive Metal                                                         |                                                      |
| Memento Mori           | 1992             | 1998       | Schweden                   | Epic Doom                                                                 |                                                      |
| Merciless              | 1986, 1999       | 1994       | Strängnäs                  | Thrash Metal, Death Metal                                                 |                                                      |
| Meshuggah              | 1987, 1987       | 1987       | Umeå                       | Progressive Metal, Technical Death Metal, Death Metal, Experimental Metal | Neugründung 1987 durch Umbenennung der Band Calipash |
| Mezzrow                | 1988, 2005       | 1991, 2005 | Nyköping                   | Thrash Metal                                                              |                                                      |
| Miasmal                | 2007             |            | Göteborg                   | Death Metal                                                               |                                                      |
| Midas Touch            | 1985             | ca. 1989   | Uppsala                    | Thrash Metal, Progressive Metal                                           |                                                      |
| Mind’s Eye             | 1992             |            | Schweden                   | Progressive Metal                                                         | gegründet als Afterglow                              |
| Miseration             | 2006             |            | Schweden                   | Death Metal                                                               |                                                      |
| Misery Loves Co.       | 1993             | 2000       | Schweden                   | Industrial Metal                                                          |                                                      |
| Misteltein             | 1996             | 2004       | Malmö                      | Black Metal                                                               |                                                      |
| Mithotyn               | 1992             | 1999       | Schweden                   | Viking Metal                                                              |                                                      |
| Moonlight Agony        | 1999             |            | Kungsbacka                 | Power Metal, Progressive Metal                                            |                                                      |
| Morbid                 | 1986             | 1988       | Schweden                   | Death Metal, Thrash Metal, Black Metal                                    |                                                      |
| Morbus Chron           | 2007             | 2015       | Stockholm                  | Progressive Death Metal, Death Metal                                      |                                                      |
| Morgana Lefay          | 1986             |            | Schweden                   | Heavy Metal, Power Metal                                                  | gegründet als Damage                                 |
| Mörk Gryning           | 1993             | 2005       | Schweden                   | Black Metal                                                               |                                                      |
| Mortuus                | ?                | ?          | Schweden                   | Black Doom, Black Metal, Death Metal                                      |                                                      |
| The Murder of My Sweet | 2006             |            | Symphonic Metal, Hard Rock |                                                                           |                                                      |
| Murder Squad           | 1993             |            | Stockholm                  | Death Metal                                                               |                                                      |
| Mustasch               | 1998             |            | Göteborg                   | Hard Rock, Heavy Metal                                                    |                                                      |
| My Own Grave           | 2001             |            | Sundsvall                  | Death Metal                                                               |                                                      |

## N
| Name            | Gründung   | Auflösung | Herkunft               | Genre(s)                  | Anmerkungen             |
| --------------- | ---------- | --------- | ---------------------- | ------------------------- | ----------------------- |
| Naglfar         | 1992       |           | Umeå                   | Melodic Death Metal       |                         |
| Narnia          | 1996, 2014 | 2010      | Schweden               | christlicher Power Metal  |                         |
| Nasum           | 1992       | 2005      | Schweden               | Deathgrind                |                         |
| Nattas          | 1985, 1999 | 1993      | Stockholm              | Black Metal, Thrash Metal |                         |
| Necrony         | 1990       | 1996      | Örebro                 | Deathgrind                | gegründet als Necrotony |
| Necrophobic     | 1989       |           | Schweden               | Death Metal               |                         |
| Nifelheim       | 1990       |           | Schweden               | Black Metal               |                         |
| Nightingale     | 1995       |           | Örebro                 | Progressive Metal         |                         |
| Nightrage       | 2000       |           | Schweden, Griechenland | Death Metal               |                         |
| Nihilist        | 1987       | 1989      | Schweden               | Death Metal               |                         |
| Ninnuam         | 2001       |           | Katrineholm            | Death Metal, Black Metal  | gegründet als Yxa       |
| Nocturnal Rites | 1990       |           | Schweden               | Power Metal               |                         |
| Nominon         | 1993       |           | Jönköping              | Death Metal               |                         |
| Nostradameus    | 1998       |           | Göteborg               | Power Metal               |                         |
| Notre Dame      | 1997       | 2004      | Schweden               | Dark Metal                |                         |

## O
| Name                                | Gründung   | Auflösung | Herkunft   | Genre(s)                                                     | Anmerkungen |
| ----------------------------------- | ---------- | --------- | ---------- | ------------------------------------------------------------ | ----------- |
| October Tide                        | 1995, 2009 | 1999      | Stockholm  | Death Doom                                                   |             |
| Ofermod                             | 1998       |           | Norrköping | Black Metal, Death Metal                                     |             |
| One Man Army and the Undead Quartet | 2004       | 2012      | Schweden   | Death Metal                                                  |             |
| Opeth                               | 1990       |           | Stockholm  | Death Metal, Progressive Metal, Progressive Rock, Dark Metal |             |
| Otyg                                | 1995       | 1999      | Skellefteå | Folk Metal                                                   |             |
| Overtorture                         | 2011       |           | Stockholm  | Death Metal                                                  |             |
| Orbit Culture                       | 2013       |           | Eskjö      | Melodic Death Metal, Groove Metal                            |             |

## P
| Name                     | Gründung | Auflösung | Herkunft   | Genre(s)                         | Anmerkungen                      |
| ------------------------ | -------- | --------- | ---------- | -------------------------------- | -------------------------------- |
| Pain                     | 1996     |           | Schweden   | Alternative Metal, Dark Metal    | Ein-Mann-Projekt Peter Tägtgrens |
| Pain of Salvation        | 1984     | 1991      | Eskilstuna | Progressive Metal                | gegründet als Reality            |
| Pan.Thy.Monium           | 1990     | 1996      | Dan Swanö  | Death Metal                      |                                  |
| Pantokrator              | 1996     |           | Schweden   | Death Metal, Progressive Metal   |                                  |
| Passenger                | 1995     |           | Göteborg   | Alternative Metal                | gegründet als Cliff              |
| Path of No Return        | 2001     |           | Örebro     | Hardcore Punk, Metalcore         |                                  |
| Pathos                   | 1995     |           | Göteborg   | Progressive Metal, Power Metal   |                                  |
| Persuader                | 1997     |           | Umeå       | Power Metal                      |                                  |
| Pest                     | 1997     |           | Schweden   | Black Metal                      |                                  |
| Pissboiler               | 2014     |           | Småland    | Sludge, Funeral Doom             |                                  |
| Platitude                | 1995     | 2008      | Nässjö     | Progressive Metal, Power Metal   |                                  |
| The Project Hate MCMXCIX | 1998     |           | Örebro     | Death Metal, Melodic Death Metal |                                  |
| Puteraeon                | 2008     |           | Alingsås   | Death Metal                      |                                  |

## Q
| Name             | Gründung | Auflösung | Herkunft | Genre(s)   | Anmerkungen |
| ---------------- | -------- | --------- | -------- | ---------- | ----------- |
| Quest of Aidance | 2004     |           | Skövde   | Deathgrind |             |

## R
| Name             | Gründung   | Auflösung | Herkunft          | Genre(s)                     | Anmerkungen                                      |
| ---------------- | ---------- | --------- | ----------------- | ---------------------------- | ------------------------------------------------ |
| Raise Hell       | 1997       |           | Stockholm         | Thrash Metal, Death Metal    |                                                  |
| Raubtier         | 2008       |           | Haparanda         | Metal                        |                                                  |
| Rave the reqviem | 2011       |           | Borgholm          | Alternative Metal            |                                                  |
| Regurgitate      | 1990       |           | Stockholm, Mjölby | Grindcore, Goregrind         |                                                  |
| ReinXeed         | 2000       |           | Boden             | Power Metal, Symphonic Metal | Frontmann Johansson wurde 2016 Sabaton-Gitarrist |
| Relevant Few     | 2000       | 2009      | Göteborg          | Grindcore, Death Metal       | gegründet als Mindsnare                          |
| Repugnant        | 1998, 2010 | 2004      | Schweden          | Death Metal                  |                                                  |
| Runemagick       | 1990       |           | Schweden          | Death Doom                   |                                                  |

## S
| Name              | Gründung   | Auflösung  | Herkunft             | Genre(s)                                  | Anmerkungen                                  |
| ----------------- | ---------- | ---------- | -------------------- | ----------------------------------------- | -------------------------------------------- |
| Sabaton           | 1999       |            | Falun                | Power Metal                               | ausgestiegene Mitglieder gründeten Civil War |
| Sacrilege GBG     | 1993, 2006 | 1998, 2007 | Göteborg             | Melodic Death Metal                       |                                              |
| Saint Deamon      | 2006       |            | Schweden             | Power Metal                               |                                              |
| Sandalinas        | 2001       |            | Schweden, Spanien    | Progressive Metal                         |                                              |
| Saturnalia Temple | 2006       |            | Stockholm            | Stoner Doom                               |                                              |
| Saving Joshua     | 2007       |            | Västerås             | Metalcore                                 |                                              |
| Scar Symmetry     | 2004       |            | Schweden             | Melodic Death Metal, Progressive Metal    |                                              |
| Scheitan          | 1996       | 2000       | Luleå                | Black Metal, Gothic Metal, Death ’n’ Roll |                                              |
| Selfmindead       | 1994       | 2003       | Eskilstuna           | Unblack Metal, Hardcore Punk              |                                              |
| Serenade for June | 2005       |            | Varberg              | Alternative Rock, Alternative Metal       | gegründet als WhiteSilver                    |
| Serpent Obscene   | 1997       | 2006       | Rönninge             | Death Metal, Thrash Metal                 |                                              |
| Setherial         | 1993       |            | Schweden             | Black Metal                               |                                              |
| Seventh Wonder    | 2000       |            | Stockholm            | Progressive Metal                         |                                              |
| Shining           | 1996, 2005 | 2004       | Schweden             | Black Metal                               |                                              |
| Siebenbürgen      | 1994, 2007 | 2006       | Schweden             | Black Metal, Dark Metal, Gothic Metal     |                                              |
| Silent Call       | 2006 (?)   |            | Schweden             | Progressive Metal                         |                                              |
| Sister            | 2006       |            | Stockholm, Jönköping | Sleaze Rock, Metal                        |                                              |
| Skineater         | 2008       |            | Sala                 | Death Metal                               |                                              |
| Skyfire           | 1995       |            | Schweden             | Melodic Death Metal                       |                                              |
| Soilwork          | 1995       |            | Schweden             | Melodic Death Metal                       | gegründet als Inferior Breed                 |
| Solution .45      | 2007       |            | Schweden             | Melodic Death Metal                       | Supergroup                                   |
| Sonic Syndicate   | 2002       |            | Falkenberg           | Metalcore, Melodic Death Metal            | gegründet als Fallen Angels                  |

## T
| Name                 | Gründung   | Auflösung | Herkunft       | Genre(s)                                       | Anmerkungen                      |
| -------------------- | ---------- | --------- | -------------- | ---------------------------------------------- | -------------------------------- |
| Tad Morose           | 1991       |           | Schweden       | Power Metal                                    |                                  |
| Taetre               | 1993       |           | Göteborg       | Melodic Death Metal, Thrash Metal              |                                  |
| Terror 2000          | 1999       |           | Schweden       | Melodic Death Metal, Thrash Metal              |                                  |
| The Doomsday Kingdom | 2015       |           | Stockholm      | Doom Metal, Heavy Metal                        |                                  |
| Theory in Practice   | 1995       |           | Schweden       | Progressive Metal, Technical Death Metal       |                                  |
| Therion              | 1988       |           | Upplands Väsby | Death Metal, Symphonic Metal                   |                                  |
| This Ending          | 2005       |           | Stockholm      | Death Metal                                    | Als A Canorous Quintet gegründet |
| Thundermother        | 2009       |           | Växjö          | Hard Rock                                      |                                  |
| Thyrfing             | 1995       |           | Schweden       | Viking Metal                                   |                                  |
| Tiamat               | 1989       |           | Schweden       | Death Metal, Gothic Metal                      | Als Treblinka gegründet          |
| Time Requiem         | 2001       |           | Schweden       | Progressive Metal                              |                                  |
| Timeless Miracle     | 2001       |           | Malmö          | Power Metal                                    |                                  |
| Torch                | 1980       |           | Stockholm      | Heavy Metal                                    | Als Black Widow gegründet        |
| Torchbearer          | 2003       |           | Schweden       | Black Metal, Melodic Death Metal, Thrash Metal |                                  |
| Torture Division     | 2007       | 2014      | Örebro         | Death Metal                                    |                                  |
| Transport League     | 1994, 2009 | 2005      | Partille       | Groove Metal, Stoner Doom                      |                                  |
| Treat                | 1981, 2006 | 1993      | Stockholm      | Hard Rock, Heavy Metal                         |                                  |
| Treblinka            | 1988       | 1989      | Stockholm      | Black Metal, Death Metal                       | In Tiamat umbenannt              |
| Tribulation          | 1986       | 1994      | Surahammar     | Thrash Metal                                   | Als Pentagram gegründet          |
| Tribulation          | 2001       |           | Arvika         | Death Metal                                    | Als Hazard gegründet             |
| Twilight Force       | 2011       |           | Falun          | Power Metal, Symphonic Metal                   |                                  |
| Tyranex              | 2005       |           | Stockholm      | Thrash Metal                                   |                                  |

## U
| Name           | Gründung   | Auflösung | Herkunft                  | Genre(s)                 | Anmerkungen |
| -------------- | ---------- | --------- | ------------------------- | ------------------------ | ----------- |
| Unanimated     | 1988, 2008 | 1995      | Stockholm                 | Death Metal              |             |
| The Unguided   | 2010       |           | Falkenberg                | Melodic Death Metal      |             |
| Unleashed      | 1989       |           | Death Metal, Thrash Metal |                          |             |
| Unmoored       | 1993       |           | Skövde                    | Melodic Death Metal      |             |
| Urma Sellinger | 2010       |           | Stockholm                 | Metalcore, Post-Hardcore |             |

## V
| Name              | Gründung | Auflösung | Herkunft   | Genre(s)                                              | Anmerkungen |
| ----------------- | -------- | --------- | ---------- | ----------------------------------------------------- | ----------- |
| Vampire           | 2011     |           | Göteborg   | Death Metal                                           |             |
| Vanhelgd          | 2007     |           | Mjölby     | Death Metal                                           |             |
| Vassago           | 1986     |           | Göteborg   | Black Metal, Death Metal, Thrash Metal                |             |
| Veni Domine       | 1987     | 2014      | Sollentuna | Christlicher Metal, Epic Doom                         |             |
| Vermin            | 1991     | 2002?     | Nässjö     | Death Metal, Death ’n’ Roll                           |             |
| Vildhjarta        | 2005     |           | Hudiksvall | Djent, Progressive Death Metal, Technical Death Metal |             |
| Vilefuck          | 2004     |           | Västerås   | Thrash Metal                                          |             |
| Vindictiv         | 2004     |           | Stockholm  | Progressive Metal                                     |             |
| Vintersorg        | 1994     |           | Schweden   | Folk Metal, Progressive Metal                         |             |
| Visceral Bleeding | 1999     |           | Malmö      | Brutal Death Metal, Technical Death Metal             |             |
| Vomitory          | 1989     | 2013      | Forshaga   | Death Metal                                           |             |
| Vondur            | 1993     | 1998      | Stockholm  | Black Metal                                           |             |

## W
| Name                   | Gründung | Auflösung | Herkunft                             | Genre(s)                          | Anmerkungen          |
| ---------------------- | -------- | --------- | ------------------------------------ | --------------------------------- | -------------------- |
| Walk Through Fire      | 2008     |           | Göteborg                             | Post-Metal                        |                      |
| Walking with Strangers | 2008     |           | Trollhättan                          | Deathcore, Metalcore              |                      |
| War                    | 1995     | 2001      | Schweden                             | Black Metal                       | Supergroup           |
| Warfect                | 2003     |           | Uddevalla                            | Thrash Metal                      | Als Incoma gegründet |
| Wasted Shells          | 2006     |           | Lund                                 | Groove Metal, Thrash Metal        |                      |
| Watain                 | 1998     |           | Uppsala                              | Black Metal                       |                      |
| Witchcraft             | 2000     |           | Örebro                               | Heavy Metal                       |                      |
| Witherscape            | 2012     |           | Death Metal, Progressive Death Metal |                                   |                      |
| Without Grief          | 1995     | 1999      | Falun                                | Melodic Death Metal, Thrash Metal |                      |
| Wolf                   | 1995     |           | Schweden                             | Heavy Metal                       |                      |
| Wolverine              | 1995     |           | Schweden                             | Progressive Metal                 |                      |

## Z
| Name    | Gründung | Auflösung | Herkunft | Genre(s)            | Anmerkungen |
| ------- | -------- | --------- | -------- | ------------------- | ----------- |
| Zonaria | 2002     |           | Umeå     | Melodic Death Metal |             |